# معن دندشي
معن دندشي موسيقار ومغني سوري من حمص.

## نشأته والتعليم
ولد في تلكلخ في أسرة عريقة في النشاط الاجتماعي والسياسي والفني والثقافي، فساهم ذلك في إظهار موهبته وخامته الصوتية، وتعلم على يد والدته العزف على العود. تزوج عام 1962 من ابنة عمه، وأنجب طفلة اسمها بسمة، وكان مستاءاً من نظرة المجتمع للأنثى وتفضيلهم ولادة الذكر، فكتب أغنية لها:
نامي بأمان الله يابنتي، بسمة حياتي والأمل أنتِ، ياعيون بابا ليش سهرانة، ياقلب أمك ليش مانمتي، تمنيت عمري يطول كرمالك، تاسعدك والقلب يصفالك، شوفك صبية ترشدي أجيال، تربي ع حب الوطن أطفالك.

## نشاطه
- مطرب في الإذاعة السورية، 1950.
- شارك الرحابنة في أول حفل غنائي للسيدة فيروز، 1953.
- قام بتدريب السيدة فيروز على أغاني شعبية سورية، فغنت أغنية (بردة بردانة)، (اللالا).
- ساهم بتأسيس فرقة (أمية)، مع عدنان منيني وعمر العقاد، 1957.
- حقق مع فرقته (أقمار تلكلخ) الميدالية الذهبية في المهرجان الأفرو-آسيوي للشباب.[3][4]

## أعماله
قدم أكثر من 80 أغنية للإذاعة السورية، منها: (عنين الناعورة - عالغوطة يلا نروح - جبلنا - لوحي بمنديلك - يا طير سلملي على سوريا - بالضيعة صحينا بكير ...)
سمعت عنين الناعورة، وعنينا شاغل بالي، هي عنينا ع المية، وأنا عنيني عالغالي